# Панкреатит
Панкреатит — запалення підшлункової залози. Вона є залозою змішаної секреції (внутрішньої і зовнішньої), виробляє гормони для регулювання рівня глюкози в крові та ферменти для травлення. Порушення функції підшлункової залози є причиною багатьох захворювань, серед найрозповсюдженіших: панкреатит, інсулінозалежний цукровий діабет. Статистика свідчить, що хворих із панкреатитом більшає. Летальність від гострого панкреатиту становить 10-40%.

## Типи панкреатиту
Розрізняють гострий та хронічний панкреатит.

### Гострий панкреатит
Найчастіше захворювання розвивається внаслідок вживання великої кількості їжі, особливо жирної, на фоні споживання надмірної кількості алкоголю; нервові стреси, травма живота. У разі гострого панкреатиту в залозі виникає змертвіння тканин та гнійне запалення. Хвороба дає про себе знати оперізувальним болем у животі, здебільшого в лівому підребер'ї, нудотою, блюванням, здуттям живота. За цими проявами, характерними і для інших порушень у роботі органів травної системи, тяжко розпізнати панкреатит, проте на основі клінічних, лабораторних та інструментальних досліджень лікар має змогу встановити точний діагноз.

### Хронічний панкреатит
Хворих на хронічний панкреатит значно більше, бо виникає він як ускладнення гострого недолікованого панкреатиту та ще може бути наслідком жовчнокам'яної хвороби, гастриту, дуоденіту, коліту, виразкової хвороби шлунка і дванадцятипалої кишки, грипу, ангіни, серцево-судинних хвороб, печінкових уражень, отруєння хімічними речовинами тощо[джерело?]. Хворі скаржаться на хронічний біль в мезогастральній зоні, порушення травлення, про що свідчать жирні випорожнення.

## Лікування
Тактика та методи лікування залежать від багатьох факторів, одним з яких слугує клінічний перебіг захворювання: гострий та хронічний.